# Svetovno prvenstvo v podvodnem hokeju 1998
Svetovno prvenstvo v podvodnem hokeju 1998 je potekalo v San Joseju (Kalifornija, ZDA).

## Rezultati

### Moški
1. Francija
2. Republika Južna Afrika
3. Avstralija
4. Nova Zelandija

### Ženske
1. Republika Južna Afrika
2. Avstralija
3. ZDA
4. Kanada

### Moški veterani
1. Republika Južna Afrika
2. Združeno kraljestvo
3. ZDA
4. Avstralija

### Ženske veteranke
1. Republika Južna Afrika
2. ZDA
3. Združeno kraljestvo